# Scelolyperus hatchi
Scelolyperus hatchi är en skalbaggsart som beskrevs av Wilcox 1965. Scelolyperus hatchi ingår i släktet Scelolyperus och familjen bladbaggar. Inga underarter finns listade i Catalogue of Life.